# José Batlle Perdomo Teixeira
José Batlle Perdomo Teixeira, conegut com a José Perdomo, (Salto, 5 de gener de 1965) és un exfutbolista uruguaià, que ocupava la posició de migcampista.
Inicia la seua carrera al Club Atlético Peñarol. El 1989 dona el salt a Europa al fitxar pel Genoa CFC italià. No destaca al club genovés, i a l'any següent recala al Coventry anglés.
La temporada 90/91 juga la primera divisió espanyola amb el Reial Betis. El 1991 retorna a Sud-amèrica per militar al Gimnasia y Esgrima La Plata i al CA Peñarol.
Després de la seua retirada, ha entrenat diversos equips, com el Villa Española o el Tacuarembó FC.

## Selecció
Perdomo va ser internacional amb l'Uruguai en 27 ocasions, tot marcant dos gols. Hi va participar en les Copes Amèrica de 1987 i 1989 i al Mundial de 1990.